# Jefferson Savarino
Jefferson Savarino, né le 11 novembre 1996 à Maracaibo, est un footballeur international vénézuélien. Il joue au poste d'ailier droit au Botafogo FR. Lors de la saison 2024/2025, il devient le deuxième vénézuélien à remporter la Copa Libertadores, après Alejandro Guerra. La même saison, il aide Botafogo a remporter pour la première fois le championnat brésilien, et est une pièce fondamentale dans cette équipe, qui est seulement la troisième équipe brésilienne à réaliser le doublé.

## Biographie

### En club
Avec le club vénézuélien du Zulia FC, il dispute quatre rencontres en Copa Libertadores, inscrivant un but.
Le 9 mai 2017, Savarino est prêté au Real Salt Lake. Au terme de la saison 2017, et au vu de ses belles performances, son option d'achat est levée par le Real Salt Lake et son transfert devient donc définitif le 2 novembre.
Au cours de ses trois saisons à Salt Lake City, il devient un des meilleurs milieux offensifs de la MLS. Il est finalement transféré au CA Mineiro le 7 février 2020.

### En équipe nationale
Avec les moins de 20 ans, il participe au championnat sud-américain des moins de 20 ans en 2015. Lors de cette compétition, il joue trois matchs : contre le Chili, le Brésil, et la Colombie.
Il reçoit sa première sélection en équipe du Venezuela le 3 juin 2017, en amical contre les États-Unis (match nul 0-0).

## Statistiques

### En sélection nationale
| Saison                | Sélection             | Phases finales        | Phases finales | Phases finales | Phases finales | Éliminatoires CDM | Éliminatoires CDM | Éliminatoires CDM | Matchs amicaux | Matchs amicaux | Matchs amicaux | Total | Total | Total |
| Saison                | Sélection             | Compétition           | M              | B              | Pd             | M                 | B                 | Pd                | M              | B              | Pd             | M     | B     | Pd    |
| --------------------- | --------------------- | --------------------- | -------------- | -------------- | -------------- | ----------------- | ----------------- | ----------------- | -------------- | -------------- | -------------- | ----- | ----- | ----- |
| 2016-2017             | Venezuela             | -                     | -              | -              | -              | -                 | -                 | -                 | 1              | 0              | 0              | 1     | 0     | 0     |
| 2017-2018             | Venezuela             | -                     | -              | -              | -              | 0                 | 0                 | 0                 | -              | -              | -              | 0     | 0     | 0     |
| 2018-2019             | Venezuela             | Copa América 2019     | 2              | 0              | 0              | -                 | -                 | -                 | 7              | 1              | 1              | 9     | 1     | 1     |
| 2019-2020             | Venezuela             | -                     | -              | -              | -              | -                 | -                 | -                 | 3              | 0              | 0              | 3     | 0     | 0     |
| 2020-2021             | Venezuela             | Copa América 2021     | 1              | 0              | 0              | 5                 | 0                 | 0                 | -              | -              | -              | 6     | 0     | 0     |
| 2021-2022             | Venezuela             | -                     | -              | -              | -              | 7                 | 0                 | 0                 | -              | -              | -              | 7     | 0     | 0     |
| 2022-2023             | Venezuela             | -                     | -              | -              | -              | -                 | -                 | -                 | 6              | 1              | 2              | 6     | 1     | 2     |
| 2023-2024             | Venezuela             | Copa América 2024     | 3              | 0              | 0              | 4                 | 1                 | 1                 | 2              | 0              | 0              | 9     | 1     | 1     |
| Total sur la carrière | Total sur la carrière | Total sur la carrière | 6              | 0              | 0              | 16                | 1                 | 1                 | 19             | 2              | 3              | 41    | 3     | 4     |

## Palmarès

### En club
| Atletico Mineiro - Brasileirão : - Vainqueur en 2021 | Botafogo - Copa Libertadores - Vainqueur en 2024 - Brasileirão : - Vainqueur en 2024 |